# Franz Dötsch
Franz Dötsch (* 7. Dezember 1948) ist ein deutscher Jurist und ehemaliger Vorsitzender Richter am Bundesfinanzhof.

## Leben
Dötsch trat 1967 in den mittleren Dienst der Finanzverwaltung ein. Nachdem er die Laufbahnprüfung bestanden hatte, studierte er Betriebswirtschaftslehre an der Fachhochschule Rheinland-Pfalz und Rechtswissenschaft an der Universität Bonn. 1986 promovierte er an der Universität Bonn mit der Untersuchung Einkünfte aus Gewerbebetrieb nach Betriebsveräusserung und Betriebsaufgabe zum Dr. iur. Im gleichen Jahr trat Dötsch in den höheren Justizdienst des Landes Niedersachsen ein, wo er zunächst am Niedersächsischen Finanzgericht tätig war. Von hier aus wurde er 1989 zum Bundesfinanzhof abgeordnet, wo er als wissenschaftlicher Mitarbeiter tätig war.
Im Juli 1991 wurde Dötsch zum Richter am Bundesfinanzhof ernannt. Hier war er zunächst im II. Senat, anschließend im VIII. Senat und seit 2002 im X. Senat tätig. Zudem war er mehrere Jahre Mitglied des Großen Senats. Seit 2003 gehörte er dem Präsidium des Bundesfinanzhofs an.
Am 1. Juli 2008 wurde Dötsch zum Vorsitzenden Richter am Bundesfinanzhof ernannt. Er übernahm den Vorsitz des  IV. Senats. Mit dem altersbedingten Ausscheiden der Vorsitzenden Richterin am Bundesfinanzhof Heide Boeker Ende Oktober 2010 übernahm er den Vorsitz des III. Senats überwiesen, den er am 1. November 2010 antrat. Ende Februar 2014 ging er in den Ruhestand.
Dötsch ist Lehrbeauftragter für das Fach Steuerrecht an der Technischen Universität München. Seit Januar 2000 ist er Honorarprofessor an dieser Hochschule.